# Moušeł Ier Mamikonian
Pour l’article homonyme, voir Moušeł Mamikonian.
Mouchegh, Mouchel ou Moušeł Ier Mamikonian (en arménien : Մուշեղ Մամիկոնյան, mort entre 374 et 378), dit le Vaillant, est un sparapet (« généralissime ») du royaume d'Arménie et le chef du clan des Mamikonian.

## Biographie
Il est fils de Vasak Ier Mamikonian, qui fut sparapet de 335 à 365 et fidèle du roi Arsace II d'Arménie qui avait tenté de rejeter la suzeraineté sassanide en s'alliant aux Romains. Mais la mort de l’empereur Julien entraîne le retrait des légions romaines, laissant l'Arménie seule face aux Perses. Contraint de se rendre à la cour du roi Shapur II, Arsace est emprisonné tandis que Vasak est supplicié.
Face aux troupes de Shapur qui tente de reprendre l'Arménie, la reine Pharantzem, veuve d'Arsace II, organise la résistance et envoie une délégation de la noblesse arménienne sous la conduite de Moušeł Mamikonian auprès des Romains pour soutenir les droits du fils d'Arsace, le prince Pap. Mais les Romains répugnent à engager une nouvelle guerre et ne soutiennent que mollement l'Arménie, qui est ravagée par les Perses. Avec l'aide de quelques nobles arméniens, comme Vahan Mamikonian, oncle de Moušeł, les Perses tentent d'imposer de force le mazdéisme avec une telle violence que Vahan Mamikonian est assassiné par son fils Šmouel. Les Romains, ne pouvant accepter cette iranisation de l'Arménie, se décident à intervenir et installent le prince Pap sur le trône, pendant que Moušeł réunit une armée de dix mille hommes et remporte à proximité des sources de l'Arsanias une bataille décisive contre les Perses et les chasse d'Arménie.
La guerre terminée, il soumet les seigneurs arméniens qui s'étaient soustraits à l'autorité royale en pactisant avec les Sassanides, et reconquiert des territoires en Albanie du Caucase. Mais le roi Shapur II cherche à regagner son influence sur l'Arménie par la diplomatie et le roi Pap commence à considérer les Romains avec défiance, malgré les efforts de Moušeł pour empêcher une rupture avec Rome. Térence, général romain envoyé en Arménie, fait assassiner Pap et le remplace par Varazdat, neveu d'Arsace II. Moušeł devient le mentor du jeune roi. Mais le roi, influençable, s'appuie de plus en plus sur l'avis des jeunes nobles arméniens et supporte de moins en moins le rôle de Moušeł, l'accuse d'avoir été complice de l'assassinat du roi Pap et le fait assassiner par Bat Saharouni au cours d'un banquet. Varazdat nomme ensuite Vacé II comme chef de la maison Mamikonian et Bat Saharouni, comme sparapet.